# Landskapsmossor
Varje landskap har ett antal symboler som skall vara speciella för just den delen av Sverige. 
Landskapsmossorna togs fram av Mossornas vänner år 1996.
| Landskap      | Mossa             |
| ------------- | ----------------- |
| Blekinge      | Blåmossa          |
| Bohuslän      | Vaxmossa          |
| Dalarna       | Smal näckmossa    |
| Dalsland      | Stor revmossa     |
| Gotland       | Kalkkammossa      |
| Gästrikland   | Palmmossa         |
| Halland       | Skirmossa         |
| Hälsingland   | Stor björnmossa   |
| Härjedalen    | Skogslummermossa  |
| Jämtland      | Piprensarmossa    |
| Lappland      | Bäcknicka         |
| Medelpad      | Kammossa          |
| Norrbotten    | Gul parasollmossa |
| Närke         | Rosmossa          |
| Skåne         | Skuggsprötmossa   |
| Småland       | Lysmossa          |
| Södermanland  | Vågig praktmossa  |
| Uppland       | Aspfjädermossa    |
| Värmland      | Kuddäppelmossa    |
| Västerbotten  | Rostvitmossa      |
| Västergötland | Gruskammossa      |
| Västmanland   | Kranshakmossa     |
| Ångermanland  | Tät fransmossa    |
| Öland         | Slät klockmossa   |
| Östergötland  | Vattenstjärna     |